# Presqu’île de Gennevilliers
La presqu’île de Gennevilliers est une boucle du lit majeur de la Seine, au nord du département des Hauts-de-Seine. 

## Géographie
Historien de Suresnes, René Sordes décrit la presqu'île de Gennevilliers comme « un vaste méandre de la Seine, long de 15 km, large de 5 environ, dont l'axe est orienté sud-ouest-nord-est. Ce méandre est fermé à sa partie étroite par les hauteurs de Montretout, Garches, La Celle-Saint-Cloud ».
Elle est principalement occupée par la plaine de Gennevilliers. Son point culminant est le mont Valérien (162 mètres), ce qui en fait un repère central du département.
Elle accueille les communes d'Asnières-sur-Seine, Bois-Colombes, Colombes, Courbevoie, Gennevilliers, La Garenne-Colombes, Nanterre, Puteaux, Rueil-Malmaison, Suresnes et Villeneuve-la-Garenne.

### Plaine de Gennevilliers

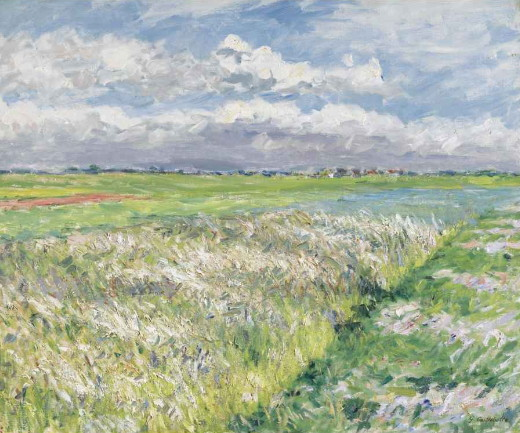
Gustave Caillebotte, Les champs, plaine de Gennevilliers, étude en jaune et vert, vers 1884.

Autant la partie ouest de la presqu’île se trouve en surplomb, autant la plaine de Gennevilliers, du côté est, se trouve a une altitude peu élevée, et a de ce fait été souvent inondée. Notamment, le fossé de l'Aumône fut construit au Moyen Âge pour permettre aux eaux de s'écouler vers la Seine.
Couverte d'une couche de galets, graviers, et sables, elle a longtemps exploitée pour la construction. 
Elle a été utilisée pour des cultures maraîchères jusqu'au milieu du XXe siècle. 
L'ingénieur Alfred Durand-Claye y a mené des expériences de fertilisation des sols.

### Industrie fluviale
La proximité de la Seine, sa position en aval de Paris et le prix peu élevé du foncier ont permis à des industries fluviales de s'y installer. Villeneuve-la-Garenne a longtemps accueilli des chantiers de réparation de péniches, tandis que le port de Gennevilliers est le premier port fluvial français.

## Histoire
Des traces préhistoriques, romaines et franques témoignent d'une occupation ancienne du site. Durant l'Antiquité, la presqu'île faisait partie du territoire de la tribu des Parisii. Lors de l'époque gallo-romaine, et potentiellement jusqu'au VIe siècle, elle ne semble pas avoir été concernée par le relevé d'un cadastre morcelant le territoire, contrairement à d'autres espaces de la région parisienne. Un petit domaine n'aurait été créé qu'au début du Moyen Âge.
Le roi Clovis et ses successeurs, afin de les calmer, ont eu tendance à donner aux autres chefs francs des domaines éloignés de sa capitale, réservant ceux des alentours de Paris aux ecclésiastiques, moins turbulents et qui participèrent à restaurer un certain ordre temporel. Le domaine et ses dépendances (sur lesquelles Clovis avait fait construire une église à la demande de sainte Geneviève, à Nanterre, et où elle fut initialement inhumée), dont dépendait certainement la presqu'île de Gennevilliers, est ainsi donné le 27 mars 875 par le roi Charles II le Chauve à l'abbaye de Saint-Denis. Cependant, les troubles causés par les incursions normandes et la faiblesse des abbés aux IXe et Xe siècles nuisent à l'autorité de l'institution religieuse sur ces terres et conduisent à des usurpations. Ce qui reste du domaine est donné au Xe siècle à la puissante abbaye de Saint-Germain-des-Prés. La presqu'île est alors démembrée en territoires soumis à ces deux grandes abbayes parisiennes, et ce jusqu'à la Révolution française. Plusieurs villages se forment, comme Suresnes, à la fin du IXe siècle. L'histoire de la presqu'île durant le reste du Moyen Âge et l'époque moderne est plutôt linéaire, comme le note René Sordes : « son développement, jusqu'au milieu du XIXe siècle, restera exclusivement agricole, la culture de la vigne dominant. Les communes définitivement fixées resteront de modestes agglomérations rurales, ayant toutes à peu près la même physionomie ».

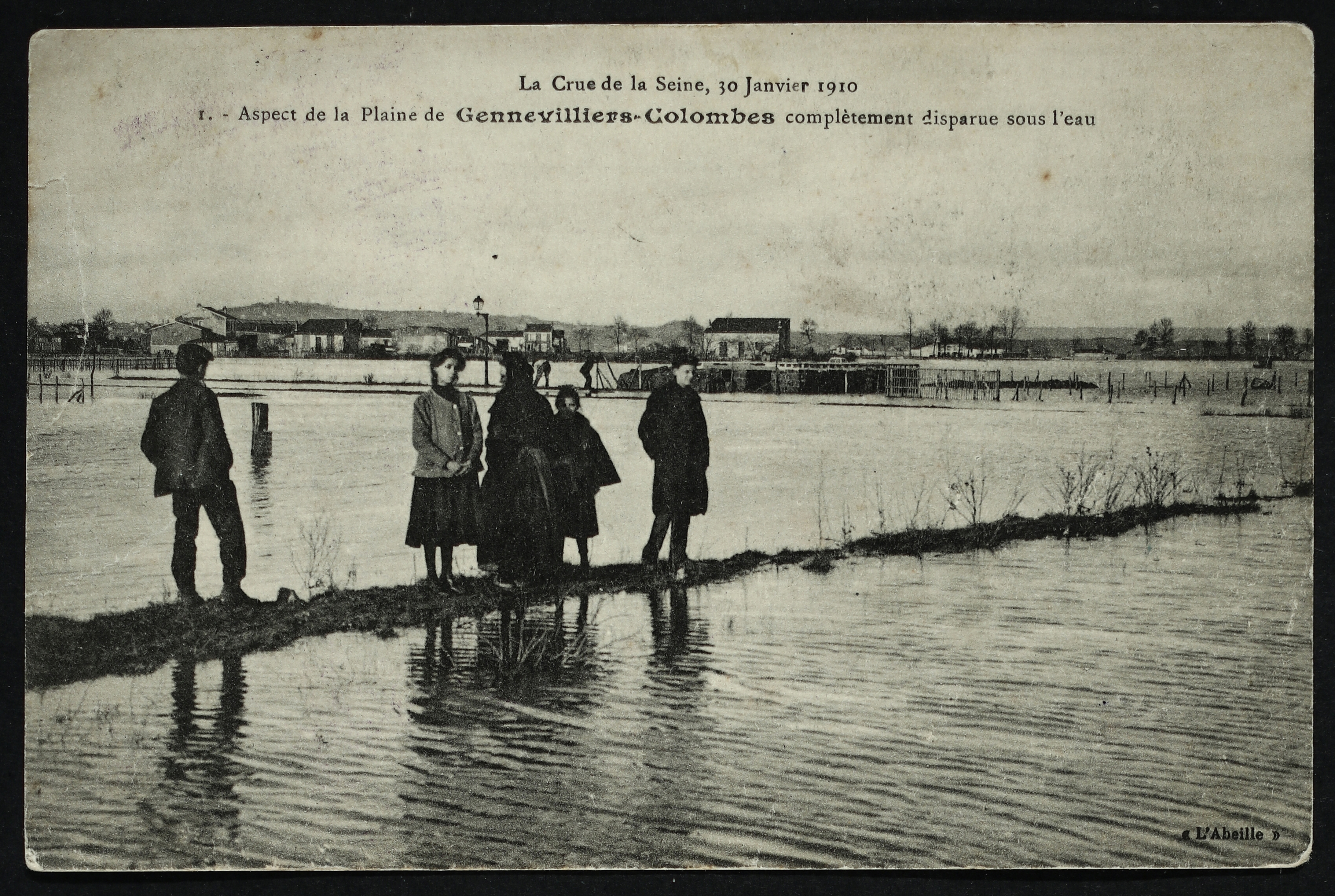
Carte postale de la crue de la Seine de 1910 à Gennevilliers.

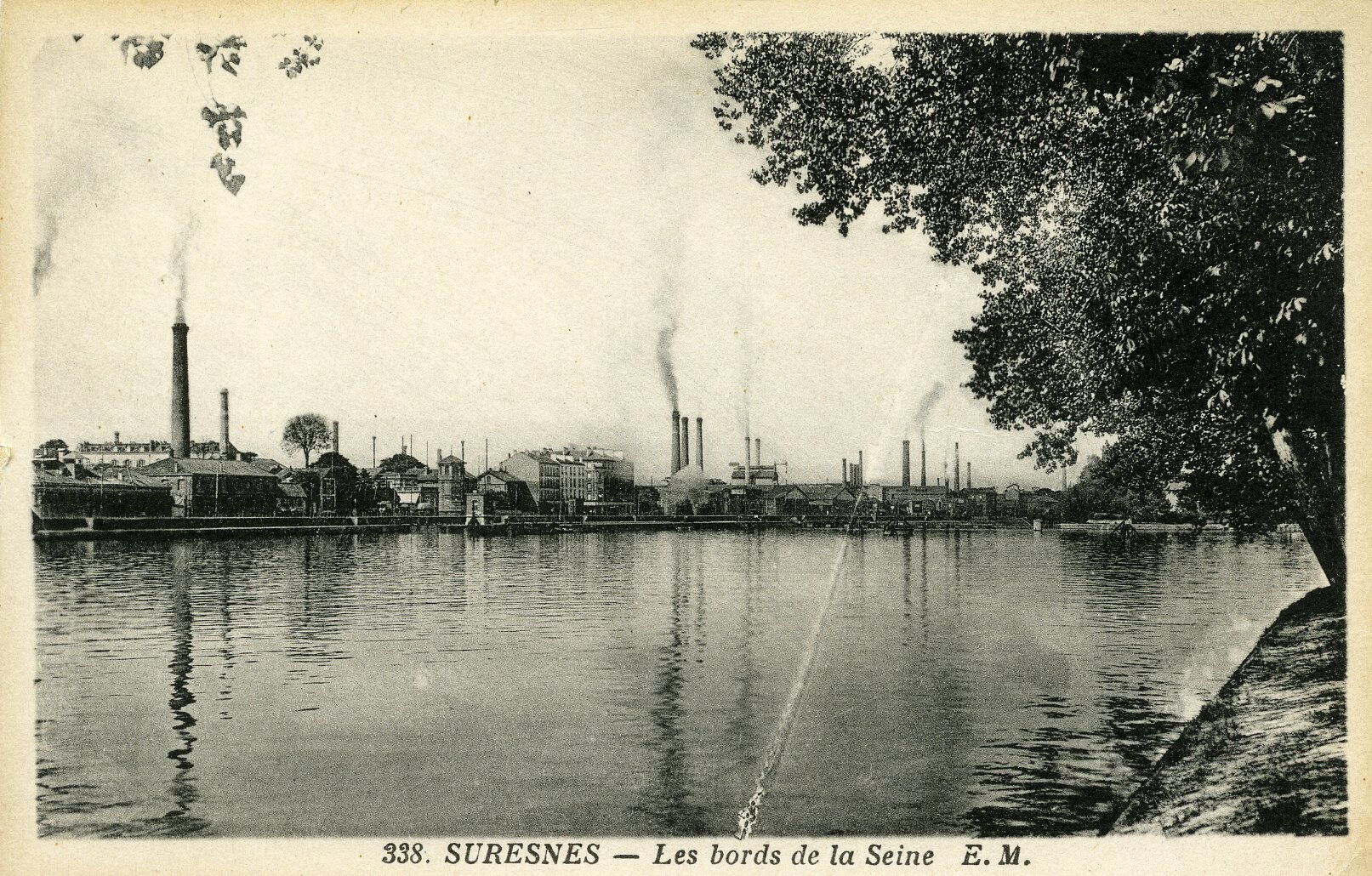
Quais de Suresnes bordés d'usines, entre la fin du XIXe siècle et le début du XXe siècle.

Dans le dernier siècle de l'Ancien Régime, le mont Valérien accueille cependant un calvaire prisé des pèlerins, tandis que des Parisiens aisés se font construire des villégiatures dans cet espace encore champêtre, certains souverains prenant également plaisir à y résider, notamment Joséphine de Beauharnais au château de Malmaison à Rueil.
Lors du XIXe siècle, marqué par le développement des transports et l'extension de Paris, la presqu'île sort de son relatif isolement par rapport à la capitale. Aux tournants des XIXe et XXe siècles, l'industrialisation couvre d'usines les rives des communes situées le long de la Seine et la population s'accroît fortement dans un contexte concomitant d'urbanisation. Les communes du cœur de la presqu'île, moins accessibles, restent marquées par un habitat plus dispersé. 
Le pourtour est de la presqu’île de Gennevilliers est de nos jours desservie dans l'axe nord-sud par la ligne 2 du tramway d'Île-de-France et la ligne L du Transilien.